# 磯子風月堂

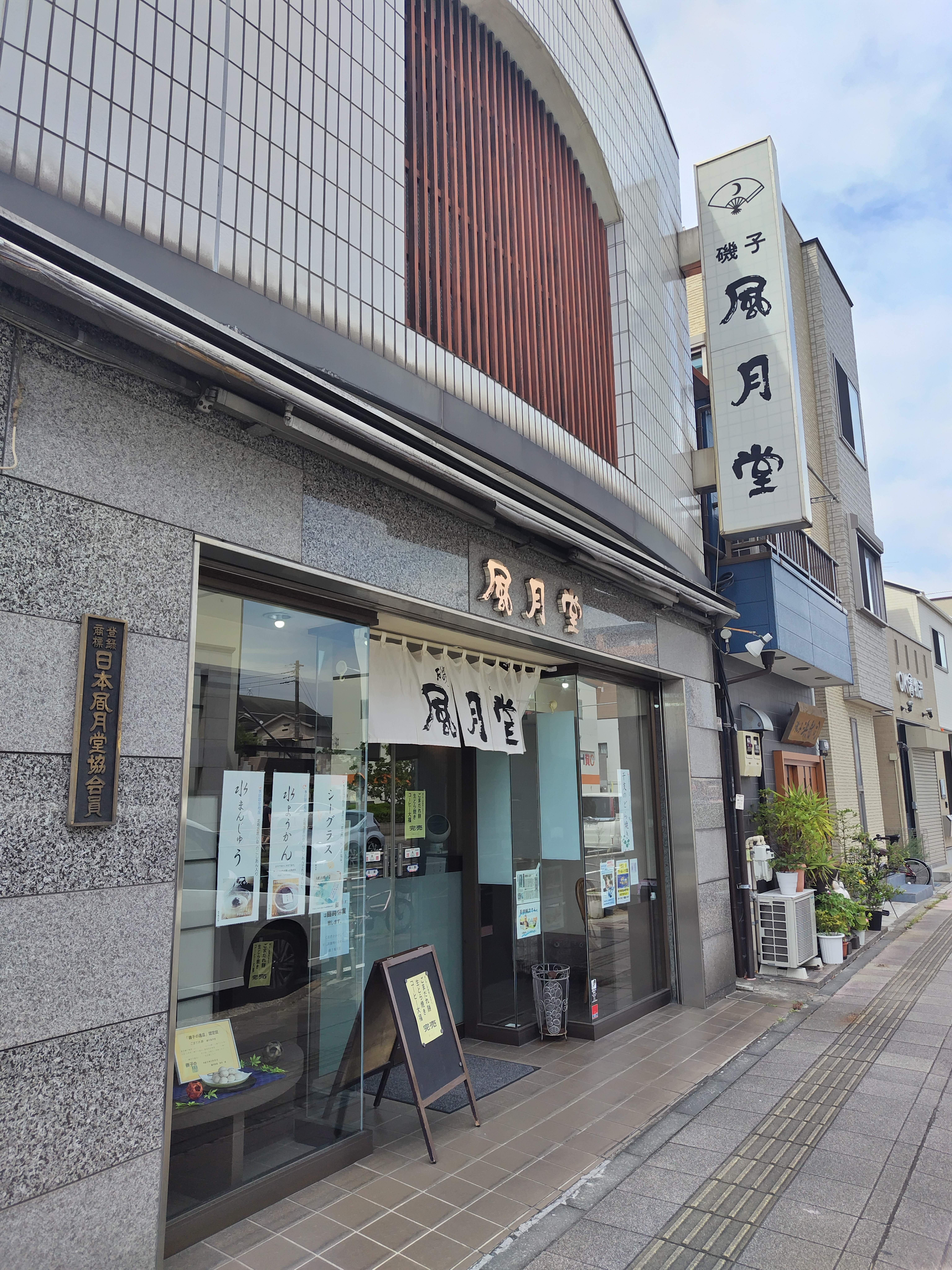
磯子風月堂の店舗、2024年7月28日撮影。

磯子風月堂（いそごふうげつどう）は、神奈川県横浜市磯子区にあった和菓子店。

## 概要
2018年のNHK連続テレビ小説『半分、青い。』で永野芽郁演じる主人公の鈴愛が作中で食した「うさぎ屋」の「黒糖まんじゅう」を製造していることで知られる。
2020年1月頃、日本ではアマビエを様々に創作物で表現する「アマビエチャレンジ」がSNSで流行っていた。コロナ禍のため卒業式などの大口注文が全てキャンセルとなり、時間ができた3代目店主が。古い青海波の焼印で作った錬り切りをTwitterに投稿したところ大きな反響となり、商品化された。練り切りの「アマビエ」を、3代目店主自身が発案した「#全国和菓子アマビエ大会」と共に投稿したろこと、日本全国の和菓子店がそれぞれオリジナルのアマビエをかたどった和菓子を投稿し、コロナ禍の和菓子業界に活気を与えることになった。

## 主な商品
黒糖饅頭
手包みで作られているため、ところどころ形が異なる一口サイズの黒糖饅頭。焼印も手作業であり、平均して1日に70個ほど、繁忙期でも1日150個ほどしか製造できない。
宝笠印の製菓用小麦粉（増田製粉所）と国産の黒蜜を使用している。
ごまだれ餅
濃厚な味の黒胡麻だれを入れた餅。
「磯子の逸品」に初回から連続して選定されている。
2代目店主が東北に旅行した際に食べたごまだれ餅を気に入り、自作したのが始まり。
練り切り
アマビエのくちばしのような口と、長い髪が刻まれた練り切り。
ヨゲンノトリの練り切りも注文生産している。

## 歴史
1938年（昭和13年）に横浜市中区伊勢佐木町で創業。当初は上生菓子と呼ばれる上等な生菓子を製造販売する店で、料亭への贈呈用和菓子を扱っていた。第二次世界大戦終戦後となる1944年、中区内の大半がアメリカ軍に接収されたのを機に、磯子区へ移転する。
1950年代ごろから横浜プリンスホテルで開催される宴会や三溪園で開催される茶会用で磯子風月堂の和菓子が提供されるようになり、人気を博した。
創業者の息子が、2代目店主となってからは、ごまだれ餅が磯子区の「磯子の逸品」に認定され、生クリーム入りの「生どら焼き」などが人気を集めたが、贈答文化の衰退の影響もあって客足は遠のいていた。
石原マサミ（創業者の孫、2代目の娘）は10年以上アパレル業界で働いていたが、磯子風月堂の菓子職人が高齢を理由に引退することになったため、跡を継ぐことを決意する。通常は10年かかると言われる和菓子職人の修業を、3年で終わらせ、3代目となった。
クリスマスの雪だるま、ハロウィーンのカボチャのお化けといった変わり種の練りきりなどを販売したことで、子ども連れの来客を増やした。
和菓子教室なども開催していたが、コロナ禍で開始できなくなったため、材料一式が冷凍で配送され、YouTubeの作り方動画を見ながら家庭で和菓子を作れる「おうちで作る 上生菓子 本格和菓子キット」を2020年4月から販売開始。
贈答文化の衰退などが背景にあり、売り上げが落ち込んだため、2024年7月31日で閉店となった。